# Torneo de Brasil 2015
El Brasil Open 2015 es un torneo de tenis que pertenece a la ATP en la categoría de ATP World Tour 250. Será la decimoquinta edición del torneo y se disputará entre el 9 y el 15 de febrero de 2015 sobre polvo de ladrillo en el Ginásio do Ibirapuera en São Paulo (Brasil).

## Cabeza de serie

### Individuales masculinos
| Tenista           | Ranking | Preclasificado |
| Feliciano López   | 14      | 1              |
| Tommy Robredo     | 17      | 2              |
| Fabio Fognini     | 22      | 3              |
| Leonardo Mayer    | 26      | 4              |
| Pablo Cuevas      | 29      | 5              |
| Santiago Giraldo  | 31      | 6              |
| Fernando Verdasco | 32      | 7              |
| Martin Kližan     | 38      | 8              |

- Ranking del 2 de febrero de 2015

### Dobles masculinos
| Tenista                           | Ranking | Preclasificado |
| Alexander Peya Bruno Soares       | 22      | 1              |
| Juan Sebastián Cabal Robert Farah | 42      | 2              |
| Julian Knowle Marcelo Melo        | 48      | 3              |
| Pablo Cuevas David Marrero        | 67      | 4              |

## Campeones

### Individuales masculinos
Pablo Cuevas venció a  Luca Vanni por 6-4, 3-6, 7-6(4)

### Dobles masculinos
Juan Sebastián Cabal /  Robert Farah vencieron a  Paolo Lorenzi /  Diego Schwartzman por 6-4, 6-2